# 가이 1세 (수아송)
수아송의 가이 1세(Guy I) 또는 구이도 1세(Guido I, 919년경 - 986년/989년 6월 13일 사망)는 서프랑크 왕국의 귀족으로, 수아송 백작이었다. 카롤링거 왕가의 분가인 헤르베르투스 왕조의 일원으로, 베르망두아 백작 헤르베르트 2세와, 네우스트리아 후작이자 서프랑크의 군주 로베르 1세의 딸 아델라의 아들이다. 다른 설에 의하면 헤르베르트 2세의 아들 아달베르트 1세의 아들이라는 설도 있다.
카롤링거 왕조계열 최후의 수아송백작이었다.

## 생애
그는 카롤링거 왕조의 분가인 헤르베르투스 왕조 출신으로 상리스의 피핀 2세와 베르망두아백작 헤르베르트 1세의 후손이었다.
가이 1세의 생애에 대해서는 거의 알려지지 않았다. 그의 이름은 974년 성 티에리 수도원의 헌장에 이름이 나타난다. 974년 6월 서프랑크의 국왕 로테르 3세가 성 티에리 수도원에 대한 그의 특권을 부여하였고, 이는 문서로도 공인되었다. 또한 로테르 3세는 그의 조카인 리우돌프와 누아용 주교 토우늬에게 누아용의 성 엘리오 수도원을 봉정하였다. 그밖에 로테르 3세가 980년~986년 사이에 작성한 문서에도 그의 존재가 나타난다. 가이는 페로네 근처에 생 캉탱 대수도원을 설립했으며, 980년 중반경에 그는 로마를 방문하였다. 그는 기셀베르트 백작의 딸 아델리사와 결혼했는데, 기셀베르트는 어느 지역의 백작인지는 알려지지 않았다.
그의 딸 아델리사는 수아송백작직을 계승했고, 바흐슈흐오브(Bar-sur-Aube)의 백작 노카르 1세(Nochar I)와 결혼하였다. 간혹 그의 딸 아델리사는 같은 이름의 그의 어머니와 혼동되기도 한다.
983년 무렵 그는 로마를 여행하고 돌아왔다. 984년 무렵 오리냑의 게르베르트(Gerbert de Aurillac)가 가톨릭 부제 스테파노(Stefano)에게 보내는 서신에 그의 이름이 언급되기도 하였다. 986년 이후의 행적은 미상이다. 986년 혹은 989년 6월 13일 사망하였다.

## 가족 관계
그의 외손자 레너드 1세의 가계도, 아들 레너드 2세의 아들 가이 2세가 자녀를 남기지 못해 레너드 2세의 딸 아델라이드를 거쳐 그녀와 윌리엄 부사크(William Busac)의 후손들에게 이어졌다.
일설에는 치니 백작 오토 또는 외드가 그의 형제가 아니라 그의 아들이라는 설도 있다.
- 아버지 : 헤르베르트 2세, 다른 설에는 헤르베르트 2세의 아들 아달베르트 1세의 아들이라는 설도 있다.
- 부인 : 아델리사, 기셀베르트 백작의 딸
- 딸 : 아델리사(1019년 사망)
- 사위 : 노카르 1세, 바흐슈르오브 백작
  - 외손자 : 레너드 1세(Renaud I, 985 - 1057), 수아송 백작
- 아들 :리날도(Rinaldo, 985/992 ~ 1057)